# Хшаново (гміна Жевне)
Хшаново (пол. Chrzanowo) — село в Польщі, у гміні Жевне Маковського повіту Мазовецького воєводства.
Населення — 152 особи (2011).
У 1975-1998 роках село належало до Остроленцького воєводства.

## Демографія
Демографічна структура станом на 31 березня 2011 року:
|          | Загалом | Допрацездатний вік | Працездатний вік | Постпрацездатний вік |
| -------- | ------- | ------------------ | ---------------- | -------------------- |
| Чоловіки | 72      | 13                 | 51               | 8                    |
| Жінки    | 80      | 24                 | 40               | 16                   |
| Разом    | 152     | 37                 | 91               | 24                   |